# Cryptocoryne coronata
Cryptocoryne coronata là một loài thực vật có hoa trong họ Ráy (Araceae). Loài này được Bastm. & Wijng. mô tả khoa học đầu tiên năm 1999.